# José Gomes da Silva
José Gomes da Silva  foi um dos treinadores da selecção portuguesa de futebol,  passou de forma discreta pelo futebol português, apesar de ter desempenhado funções técnicas e directivas de grande importância no Belenenses e na Federação Portuguesa de Futebol.

## Carreira
A fase mais visível da sua trajectória no desporto-rei ocorreu quando exerceu o cargo de seleccionador nacional em dois momentos, o primeiro durante nove meses de 1967, ocupando a vaga deixada por Manuel da Luz Afonso, e o segundo entre Maio de 1970 e finais
de 1971, substituindo José Maria Antunes.
Como seleccionador José Gomes da Silva efectuou 13 jogos (seis na primeira fase e sete na segunda), nos quais obteve cinco vitórias e quatro empates. No seu primeiro consulado teve a seu
cargo cinco dos seis encontros de apuramento para o Europeu de 1968 e, na fase seguinte, de toda a campanha de qualificação.
José Gomes da Silva efectuou outros trabalhos de vulto, sendo o mais relevante no cargo de coordenador-geral da equipa técnica que levou Portugal ao terceiro posto no Mundial de 1966.
Nessa ocasião, foi um dos autores de um regulamento geral da selecção que fez história. No campo directivo, foi vogal da direcção da Federação Portuguesa de Futebol e vice-presidente da Associação de Futebol de Lisboa.
Chegou a esses postos após ter efectuado trabalho digno de registo no seu clube de sempre, o Belenenses. No Restelo foi vice-presidente e responsável pelo futebol, numa fase em que os
"azuis" conquistaram uma Taça de Portugal.